# Neocolpodia pinea
Neocolpodia pinea är en tvåvingeart som först beskrevs av Ephraim Porter Felt 1907.  Neocolpodia pinea ingår i släktet Neocolpodia och familjen gallmyggor.
Artens utbredningsområde är North Carolina. Inga underarter finns listade i Catalogue of Life.